# Post-WIMP

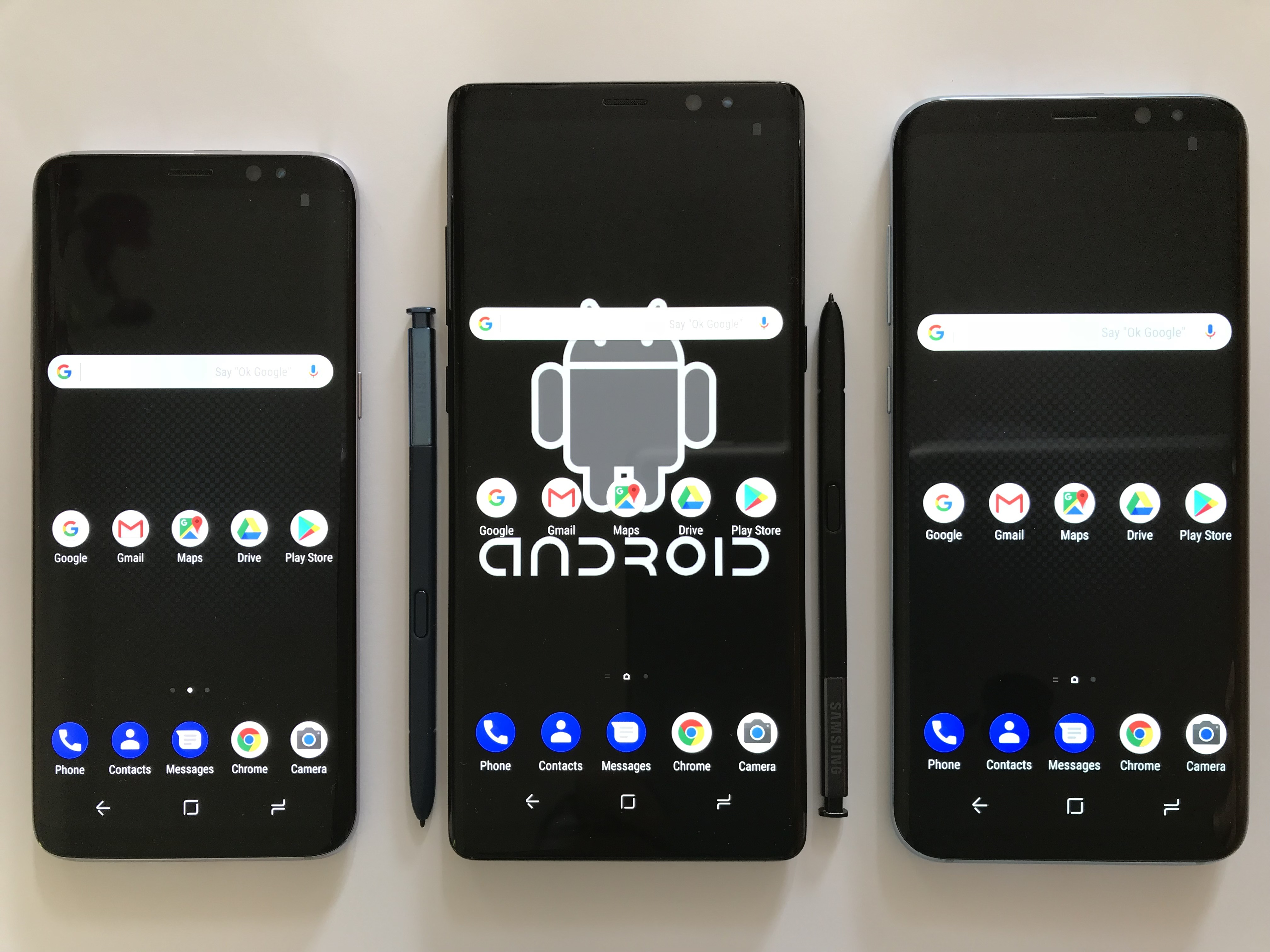
Google Android

Le post-WIMP, en interaction homme-machine, comprend le travail sur les interfaces utilisateurs, généralement des interfaces graphiques, qui tentent d'aller au-delà du paradigme fenêtres, icônes, menus et dispositifs de pointage (les interfaces WIMP). 
La raison pour laquelle les interfaces WIMP sont devenues si courantes depuis leur conception au Xerox PARC est qu'elles sont très efficaces pour représenter l'espace de travail, les documents, et leurs actions. L'analogie des documents à des feuilles de papier ou des dossiers facilite la présentation des interfaces WIMP à d'autres utilisateurs.